# Csepreg
Csepreg là một thành phố thuộc hạt Vas, Hungary. Thành phố này có diện tích 49,54 km², dân số năm 2010 là 3503 người, mật độ 71 người/km².